# Coleophora argentariella
Coleophora argentariella é uma espécie de mariposa do gênero Coleophora pertencente à família Coleophoridae.